# 潤中國際
潤中國際控股有限公司，簡稱潤中國際控股和潤中國際（英語：EverChina Int'l Holdings Company Limited，港交所：0202），在2000年由民營企業家張揚創立。該公司前身為「高盈國際集團有限公司」和「國中控股有限公司」。

## 历史
現時在中國內地經營環保水務業務（國中水務股份有限公司）39.12%、物業投資、證券及金融業務，在2000年8月31日，由已結業的柏寧頓國際集團有限公司去換取在香港交易所主板上市。於2016年1月,該公司市值大約為14億元。
總部位於香港中環皇后大道中29號怡安華人行7樓701室。而總裁及主席為沈安剛。
國中控股於2013年7月3日交易時段後，該公司接獲公司主席兼執行董事姜照柏通知，得悉他與另一主要股東朱月華簽訂買賣協議，以代價4.4億元向朱月華收購所持有10.33億股該公司股份，佔已發行股本約16.999%，每股作價0.4258元。緊隨交易完成後，姜照柏的持股量從11.664%增加至約28.663%，朱月華則不再是該公司股東。